# Loudetiopsis glabrata
Loudetiopsis glabrata är en gräsart som först beskrevs av Karl Moritz Schumann, och fick sitt nu gällande namn av Hans Joachim Conert. Loudetiopsis glabrata ingår i släktet Loudetiopsis och familjen gräs. Inga underarter finns listade i Catalogue of Life.